# Ты или я
«Ты или я» (неофициальные названия — «Со́лнечный о́стров», «Всё о́чень про́сто») — песня советской и российской рок-группы «Машина времени», сочинённая Андреем Макаревичем в 1972 году (в соответствии с другим источником — в 1973 году). Музыкальная тема к художественному фильму Георгия Данелии «Афоня», выход в прокат которого способствовал росту известности группы. Одна из первых композиций на русском языке в жанре блюз-рок, получивших всесоюзную популярность. Текст песни критикой был назван классическим, саму песню предложено считать началом истории российского (экс-советского) рока. Включена в перечень «100 лучших песен русского рока в XX веке» по версии радиостанции «Наше радио». Входит в концертный репертуар группы до настоящего времени.

## История

#### Период создания
Достоверные непротиворечивые свидетельства о точном времени создания песни отсутствуют. Так, из анализа сведений, содержащихся в книге «Всё очень просто. Рассказики» (1991), следует, что песня была написана как минимум до наступления лета 1972 года — времени, когда участники «Машины времени» выступали в составе популярной на тот момент московской группы «Лучшие годы» в Международном студенческом лагере «Буревестник-2» в селе Вишнёвка («Большой Сочи»). Музыканты аккомпанировали художественной самодеятельности, а также два-три раза в неделю играли танцевальную программу продолжительностью 3,5—4 часа с перерывами, состоявшую из композиций зарубежных авторов и песен А. Макаревича, включая «Ты или я». Однако в документальном фильме Ильи Рубинштейна «Песни Империи» (2000) А. Макаревич утверждал, что песня была написана в 1973 году.
В 1973 (либо в 1974) году песня была впервые записана в студии Государственного дома радиовещания и звукозаписи, в которой в качестве техников-операторов были официально трудоустроены участники группы: бас-гитарист Александр Кутиков и ударник Cергей Кавагоэ. Аранжировка мелодии, подготовленная во время этой записи, основывалась на сочетании партий гитар и ударных. Последний куплет исполнялся дважды, между этими исполнениями следовало гитарное соло, которое было сохранено во всех последующих версиях песни.
Со второй половины 1974 года, когда в течение нескольких месяцев в составе «Машины времени» играл гитарист Игорь Дегтярюк, широко известный в андеграундных музыкальных кругах тех лет, «Ты или я» исполнялась, со слов Макаревича, будучи «втоптанной в Хендрикса до неузнаваемости».

#### «Афоня»
Во время неофициального концерта в столовой филологического факультета МГУ в конце 1974 года «Машина времени» получила приглашение поучаствовать в съёмках одного из эпизодов художественного фильма «Афоня» режиссёра Георгия Данелии, а также записать на студии «Мосфильма» фонограмму песни для звуковой дорожки фильма. По утверждению А. Макаревича, возможности выбора какой-либо другой композиции, кроме «Ты или я», у музыкантов не было, поскольку остальные песни гитарист Дегтярюк, только приглашённый в состав группы, играть не умел.
«… Я попросил, чтобы были современные музыканты. Привели группу, главный — курчавый лохматый парень. Худющий. Одеты небрежно, держатся независимо. Спросили, сколько заплатим, и сказали, что сыграют. В мятых дырявых джинсах, в майках, небритые и волосы во все стороны. Я сказал, что эта компания не вызывает у меня доверия, и я не уверен, что они придут. „Вы же сами просили современных. Эти и есть самые современные“, — возразили помощники. „Приведите ещё кого-нибудь для подстраховки“, — сказал я. Они привели ещё точно таких же волосатиков. Оказалось, что мы пригласили сниматься самые популярные и самые запрещённые в те времена группы. Первая группа была „Машина времени“ Макаревича, а вторая — „Аракс“ Шахназарова».
Согласно сценарию два музыкальных ансамбля должны были исполнять песни, под звуки которых главный герой фильма танцует в клубе с незнакомой дамой. Сами музыканты оставались при этом на заднем плане. Как писал позже А. Макаревич, Данелия искал «типичных представителей» московской молодёжной музыкальной культуры.
Съёмки эпизода на танцплощадке производились в одном из клубов на окраине Москвы, начиная с нуля часов, и заняли одну ночь. По признанию Г. Данелии, поначалу у него были опасения, соберётся ли для участия в съёмках массовка в необходимом количестве (около 200 человек). Однако, подъехав к клубу, он в итоге не смог проехать, поскольку собралась толпа народа, за порядком следила конная милиция. На вопрос режиссёра, каким образом было собрано столько людей, ассистенты ответили, что «эти ребята — и те, и другие [музыканты „Машины времени“ и группы „Аракс“, участвовавшие в съёмках] — очень популярные».
В первоначальной версии фильма присутствовал короткий эпизод выхода музыкантов «Машины времени» на сцену и исполнения песни. Однако в конечной версии фильма эти кадры отсутствовали. Данный факт участники событий объясняли по-разному. Так, А. Макаревич утверждал, что с выходом «Афони» в широкий прокат киномеханики, пользуясь случаем, вырезали отдельные кадры с изображением группы, в результате чего упомянутый эпизод целиком исчез из фильма (эту версию повторил один из участников группы — клавишник Пётр Подгородецкий). Со слов Г. Данелии, эпизод пришлось вырезать до начала проката по требованию органов цензуры: «Вот там у вас хиппи поёт — его надо вырезать».
Позже выдвигались претензии и к самой песне: как вспоминал Данелия, цензоры считали её «какой-то несуразной», «гнусной». В ответ режиссёру пришлось оправдываться, что «Ты или я» была подобрана «под героя-алкоголика». В итоге звуковую дорожку с песней удалось сохранить, и в конечной версии фильма «Ты или я» звучит почти полностью (2 минуты). Таким образом, песня получила «неожиданную официальную поддержку. <…> Многомиллионную раскрутку через „важнейшее из искусств“ — кино», а само «участие в фильме сыграло немалую роль в легализации „любительской“ группы».
Фонограмма песни была официально приобретена у её автора: спустя несколько месяцев после участия в съёмках А. Макаревич получил вознаграждение в размере пятисот рублей. Сам этот факт музыкант назвал позже неожиданным, а отношение Г. Данелии к себе — уважительным и «щепетильным». На эти средства в комиссионном магазине был приобретён магнитофон „Грюндиг ТК-46“, который, по признанию Макаревича, потом в течение долгого времени заменял группе звукозаписывающую студию.

#### Последующие записи и выпуск
В 1975 году «Ты или я» была записана в студии Центрального телевидения СССР для будущего эфира телепередачи «Музыкальный киоск», а в 1978 году — в студии Государственного института театрального искусства. Последняя запись была издана в 1993 году под названием «Это было так давно… 1978».
В 1979—1980 годах «Ты или я» исполнялась в рамках концертной программы «Маленький принц». Запись программы, подготовленная во время её сдачи худсовету Росконцерта в июле 1980 года, позже была издана как одноимённый альбом. Особенностью аранжировки этой версии песни являлись более разнообразные партии клавишных.
«Ты или я» была впервые официально издана в 1987 году на ретроспективной пластинке «Десять лет спустя». Видеоклипы на неё не снимались.
Особое влияние песни на весь творческий путь «Машины времени» подчеркивают, в частности, те факты, что в 1991 году свою первую книгу А. Макаревич озаглавил первой строкой именно из «Ты или я» — «Всё очень просто. Рассказики», а три года спустя, в 1994 году, бывший ударник и звукорежиссёр «Машины времени» Максим Капитановский назвал свою книгу о группе «Всё очень непросто». В заглавиях обеих книг был использован устоявшийся к моменту их написания «разговорный» вариант названия песни — «Всё очень просто». Однако бо́льшее распространение получило другое её неофициальное название — «Солнечный остров». Песня входит в концертный репертуар «Машины времени» на протяжении более чем сорока лет.

## Студийные версии
| Год записи  | Студия                                                  | Участники записи | Релиз                                                                        |
| ----------- | ------------------------------------------------------- | --- | ---------------------------------------------------------------------------- |
| 1973 (1974) | Студия Государственного дома радиовещания и звукозаписи | «Машина времени»: Андрей Макаревич (вокал, гитара), Александр Кутиков (бас-гитара), Сергей Кавагоэ (или Юрий Фокин) (ударные) Звукорежиссёры: Александр Кутиков, Сергей Кавагоэ                   | Не издана                                                                    |
| 1974        | «Мосфильм»                                              | «Машина времени»: Андрей Макаревич (вокал, бас-гитара), Игорь Дегтярюк (гитара), Сергей Кавагоэ (ударные) Приглашённый музыкант: Игорь Саульский (клавишные) Звукорежиссёр: Виктор Бабушкин       | Не издана, саундтрек к фильму «Афоня»                                        |
| 1975        | Студия Центрального телевидения СССР                    | «Машина времени»: Андрей Макаревич (вокал, гитара), Евгений Маргулис (бас-гитара), Сергей Кавагоэ (ударные) Приглашённый музыкант: Игорь Саульский (клавишные) Звукорежиссёр: Владимир Виноградов | Не издана                                                                    |
| 1978        | Учебная речевая студия ГИТИС                            | «Машина времени»: Андрей Макаревич (вокал, гитара, клавишные), Евгений Маргулис (бас-гитара), Сергей Кавагоэ (ударные) Звукорежиссёр: Александр Кутиков                                           | «Это было так давно… 1978» (1992)                                            |
| 1987        | «Мелодия»                                               | «Машина времени»: Андрей Макаревич (вокал, гитара), Александр Кутиков (бас-гитара), Александр Зайцев (клавишные), Валерий Ефремов (ударные) Звукорежиссёры: Александр Кутиков, А. Ветр            | «Десять лет спустя» (1987), „Лучшие песни «Машины времени» 1979—1985“ (1993) |

## Трактовка смысла
Текст песни наполнен многочисленными образами и метафорами, что даёт широкую свободу для различных его интерпретаций. Песня «позволяла каждому слушателю найти в ней своё содержание. Выискивала в ней „своё“ и советская критика, нередко обвинявшая группу в пропаганде пессимизма».
По мнению музыкального журналиста Артемия Троицкого, текст песни ближе всего «подходит» к теме любви, в сравнении с текстами других песен группы. «Хотя и здесь главная для рока проблема — „парень встретил (или потерял) девушку“ — подана довольно туманно». Жанр «Ты или я» Троицкий определил как дворовую песню: «Это совсем не Галич и не Окуджава. Это такая простецкая-простецкая подворотная пацанская песня о том, что девушка ушла».
Об атмосфере «туманности» говорил и Сергей Курий, отмечая преобладание меланхолических настроений в песне. Так, с его точки зрения, «Ты или я» — это «меланхолическая песня с туманными романтическими образами, передающая не столько конкретику, сколько смутное чувство разочарования и потери». Источник этого разочарования в работе указала С. Толоконникова. По её мнению, лирический герой Макаревича «обитает» сразу в двух мирах — чёрно-белом мире настоящего, полном безысходности и фальши, и цветном мире мечты. Эта мечта оказывается настолько хрупкой, что любая «попытка проникнуть в неё оборачивается страшным разочарованием».
Часть критики усматривала в «Ты или я» также и положительные настроения. Так, по мнению Михаила Козырева, одновременно с эмоцией отчаяния, в тексте песни заключён и образ мечты: «… В ней есть абсолютное подростковое отчаяние и несбыточная мечта: „Сказки — обман“. То есть, что нужно думать в четырнадцать-шестнадцать лет? Что всё пропало, я погиб, мир катится в никуда. Осталась только ты, моя любовь». А с точки зрения Юлии Шигаревой, главным в песне вообще становится мотив веры: «Всех нас согреет // Вера одна», ибо единственное, что реально в нашем мире — это вера. Потому что, «если верим — сильны бесконечно» [Цитируется стихотворение А. Макаревича «Нас мотает от края до края…»].

## Признание
До появления «Машины времени» основополагающей тенденцией в зарождающейся отечественной рок-музыке являлось максимально близкое к оригиналу воспроизведение англоязычных композиций зарубежных коллективов и исполнителей. Успех группы, по мнению критики, заложил основы для перехода на массовое сочинение русскоязычных рок-песен. «Ты или я» стала одной из первых в стране композиций в жанре блюз-рок, получивших признание в качестве русскоязычного рок-хита. Так, музыкальные журналисты Илья Смирнов и Артур Гаспарян связали начало отечественной русскоязычной рок-культуры именно с созданием песни «Ты или я».

| «Принято считать, что вся история российского (экс-советского) рока началась с песни „Солнечный остров“, сочинённой и записанной „Машиной времени“ в 1972 году, поскольку это был первый осмысленный музыкально-поэтический опус в жанре, в котором очарованные „битлами“ и „роллингами“ юнцы прежде переигрывали в основном хиты западных кумиров» — Артур Гаспарян | «… Подростки, которые орали немелодичными голосами в скверах: »Всё очень просто. Сказки — обман. Солнечный остров Скрылся в туман« своими нарушающими общественный покой криками возвестили новое явление в нашей культурной жизни — отечественный рок всерьёз вознамерился стать новой народной песней» — Илья Смирнов |

Песня получила известность фактически сразу после включения её в концертную программу группы, а после выхода в прокат фильма «Афоня» в 1975 году — приобрела всесоюзную популярность. Наиболее активные поклонники «Машины времени» по нескольку раз посещали киносеансы, чтобы в очередной раз прослушать «Ты или я».
К началу 1980-х годов, когда популярность группы окончательно перешагнула границы московского и ленинградского андеграунда и охватила масштабы страны, «Ты или я» перешла в разряд наиболее ранних шлягеров группы, получив самостоятельную жизнь и став, по сути, «народной». Вместе с тем в восприятии представителей советской номенклатуры песня оставалась «одной из самых крамольных», её исполнение, например, на школьном вечере могло повлечь санкции в виде удовлетворительных оценок за поведение.
По мнению Артемия Троицкого, сочетание блюзовой мелодии с «дворовой» лирикой вышло у А. Макаревича «очень органично, ему тут же все поверили». Критик назвал «Ты или я», наряду с «Марионетками» и «Днем гнева», одними из первых «классических» песен А. Макаревича. Эти песни, «постепенно доходя до слушателей, становились великими подпольными боевиками, гимнами альтернативной культуры». Поэтический язык песни, по мнению Троицкого, отличает наиболее характерный для раннего творчества Андрея Макаревича "чёткий и выразительный лаконизм: «Кто-то успеет — ты или я».
Поэт, переводчик и журналист Илья Кормильцев также назвал текст песни «Ты или я» «классическим», предложив сравнивать на его основе особенности художественного мира московской «рок-бардовской школы» и ленинградской музыкальной субкультуры.
Журналист Илья Буц говорил о самодостаточности мелодии и текста песни: «У многих русских более поздних рокеров одна из основных проблем заключалась в том, что они так серьёзно относились к смыслу своих песен, серьёзно, буквально как инфаркт, что выключаешь слова — и музыку слушать тяжело. В этой песне можно совершенно спокойно слушать музыку отдельно от слов. И это прекрасно, и замечательно, и исключительно для рока на русском языке».
Как вспоминал Михаил Козырев, "… Я учился в английской школе, у нас каждый год проводились фестивали английской песни, и в школе был принят такой стереотип, что в принципе в России музыки как таковой нет. И вот мне одноклассник показал песню «Солнечный остров», и поэтому для меня первое потрясение блюза в России связано именно с песней «Солнечный остров». Схожую оценку влияния песни на сознание слушателей дал и журналист Антон Чернин, назвав её «фирменным психоделическим блюзом, которым вгоняли в ступор».
Песня оказала влияние и на отечественных рок-музыкантов — современников А. Макаревича и музыкантов последующих поколений. Так, например, Стас Намин дал песне следующую оценку: «… Она настолько удачная — и стилистически, и по всем вообще параметрам. Она вообще — мирового уровня. Она могла быть свободно в репертуаре „Led Zeppelin“ или где-то ещё. <…> Настоящий потрясающий блюз именно того времени, который останется классикой, думаю, навсегда».
Сергей Мазаев назвал «Ты или я» лучшей песней «того времени»: «Это гимн свободы. Пример стопроцентного рок-н-ролла! Очень качественный, фирменный блюз. „Солнечный остров“ отодвигала горизонт того занавеса, перед которым мы все находились — это как глоток свободы! Настоящий гимн всей авангардной молодёжи».
«Это стало шоком. <…> Это был первый настоящий рок-хит, рок-блюз, рок-н-ролл, который я услышал — полностью органичная песня, в которой содержание соответствовало музыке и гармонии. <…> Когда обсуждали песню для трибьюта [Имеется в виду альбом-трибьют „Машинопись“], я сказал, что петь буду „Ты или я“ и никакую другую. Я её прочувствовал за годы — очень любил её когда-то».
Максим Капитановский оценивал вокальные способности Андрея Макаревича в песне «Ты или я» на «старых записях» группы как пение «козлиным голоском», что было «не блестяще. Но он [Макаревич] постоянно работал, с вокалом в том числе, и добился того, что стал полноценным вокалистом».
Алексей Романов считал, что эту песню мог петь только сам автор: «Ну кто это может спеть кроме Макара? Для него это очень личное переживание. Это очень красивая песня. Но представьте, что её поёт Лев Лещенко, скажем. Или Том Джонс. Внутреннее переживание — что его так цепануло? Это же пронзительный совершенно романс».
По мнению актёра Леонида Ярмольника, «Ты или я» — «как гимн Советского Союза, это часть нашей жизни, часть нашей истории. Она существует вообще независимо от нашего мнения».
В 2000 году радиостанцией «Наше радио» песня была включена в перечень «100 лучших песен русского рока в XX веке» под номером 43.
Строфы «Всё очень просто // Сказки — обман // Солнечный остров // Скрылся в туман», а также «Кто-то ошибся // Ты или я» из текста песни были включены в перечень наиболее известных цитат и выражений XX и XXI веков.

## Аналогии
Андрей Макаревич утверждал, что «Ты или я» написана под влиянием «медленных трагических тяжёлых» блюзов «Led Zeppelin», фанатами которой являлись на тот момент все музыканты группы, в особенности — барабанщик Юрий Фокин, исполнявший партии ударных, по оценке Макаревича, «просто как Бонэм». Перед исполнением «Ты или я» Фокин всегда "останавливал проигрыватель и говорил: «Ну, вы, уроды, вот сейчас семь минут тишины, полной тишины...». Позже Макаревич конкретизировал источник вдохновения для написания «Ты или я», указав на песню «Since I’ve Been Loving You» (альбом «Led Zeppelin III», 1970).
Поклонники и журналисты высказывали предположения о том, что в мелодии песни прослеживаются аналогии с композициями: «Nights in White Satin» группы «The Moody Blues» (1967), «Heartbreaker» группы «Grand Funk Railroad» (1969), «Wild Life» Пола Маккартни и группы «Wings» (1971) и даже — «Shine On You Crazy Diamond» группы «Pink Floyd», несмотря на то, что последняя песня была впервые записана в 1975 году, то есть после сочинения «Ты или я».

## Кавер-версии и варианты исполнения
YOU OR I
Everything's simple — fairy tales lie.

My Sunny Island is saying goodbye.

No cloud castles, 

Somebody’s been wrong, babe — you or maybe I.
Everything’s simple — no mountains of gold.

Stars will be falling — but we’re getting old.

No proud eagles among swarms of flies,

Someone’s been wrong, babe, was it you or I?
But spring will be coming

And ices will melt / fall.

Even the oceans will run into shores.

Faith is the one thing that will keep us warm.

Will someone call us before we get old?
Everything’s simple — fairy tales lie.

My Sunny Island is saying goodbye.

Faith is the one thing that will keep us warm.

Someone will catch up — before we grow old...
Версия Вячеслава Бутусова и группы «Ю-Питер»
В 2009 году во время подготовки к записи «Ты или я» для альбома-трибьюта «Машинопись» участники группы «Ю-Питер» заявили о намерении перевести текст песни на английский язык. Однако в конечном итоге в тексте записанной кавер-версии присутствовали только две строки на английском: «Everything’s simple — fairy tales lie // My Sunny Island is saying goodbye», далее следовал текст на русском языке: «Всех нас согреет вера одна // Но кто-то успеет — ты или я».
Данная кавер-версия вызвала одобрительную реакцию слушателей и критики. Так, например, в ЖЖ Butusov-art.livejournal.com отмечалось: «… Первое прослушивание песни вызвало некий культурный шок :) Первая мысль: „Это что, правда голос Бутусова“? <…> Такой молодой, энергичный и даже <…> немного отвязный голос. И это „у-у-у-у“ :)) Потрясающе, Маэстро [Бутусов] не перестает нас удивлять! А в целом версия интересная, создалось впечатление, что музыканты, записывая её, были очень воодушевлены и открыты для эксперимента. И гитара Каспаряна — вообще супер!».
Алексей Мажаев в рецензии для InterMedia отметил следующее: «Удивить сумел Вячеслав Бутусов с песней „Ты или я“: его невозможно узнать — вероятно, при помощи неких технических ухищрений он поёт гораздо выше, чем обычно, к тому же однажды переходит на английский, и только угадываемые интонации позволяют отличить его от какого-нибудь брит-попового юноши».
Версия участников программы «Голос»
В 2013 году один из наставников второго сезона телепрограммы «Голос» — певица Пелагея выбрала песню «Ты или я» для исполнения конкурсантами Дмитрием Сороченковым и Артуром Кирилловым на этапе поединков. Этот вариант исполнения вызвал негативную эмоциональную реакцию другого члена жюри — Александра Градского. В обоснование своей позиции он отметил, что «Ты или я», по его мнению, является «очень личностной» песней и не рассчитана на исполнение «в вокальной манере». При этом, как подчеркнул Градский, он «защищал» «правильное понимание и правильное прочтение вокального стихотворного произведения».
Другие известные версии
- 1978 — «Жар-птица» (Live)
- 2000 — Андрей Макаревич и «Квартал» (альбом «Время напрокат»)
- 2003 — Симфонический оркестр под управлением Вольфа Горелика (альбом «Back From USSR (Russian Rock In Classic)» — инструментальная версия песни)
- 2009 — «Моральный кодекс» (Трибьют-альбом «Машинопись»)
- 2014 — Катя Пытлева (Live, программа «Легенды. Live», телеканал «ОНТ»)

### Комментарии
1. ↑  Год выхода первого официального альбома группы с записью песни.
2. ↑  Год первой студийной записи песни.